# Casal Morena
Casal Morena è la diciannovesima zona di Roma nell'Agro romano, indicata con Z. XIX.

## Geografia fisica

### Territorio
Si trova nell'area sud-est della città, a ridosso ed esternamente al Grande Raccordo Anulare, fra la via Tuscolana a nord e la via Appia Nuova a sud-ovest. La zona è attraversata da ovest a est dalla via Anagnina.
La zona confina:
- a nord con le zone Z. XVI Torrenova[1] e Z. XVII Torre Gaia[2];
- a nord-est con il comune di Frascati;
- a est con il comune di Grottaferrata;
- a sud-ovest con il comune di Ciampino e con la zona Z. XX Aeroporto di Ciampino[3];
- a ovest con la zona Z. XVIII Capannelle[4].

## Storia
Il terreno fu di proprietà del console romano Aulo Terenzio Varrone Murena (I secolo a.C.), da cui il nome dell'area.
In zona sono presenti i resti di tre ville romane, una attribuita al console romano Lucio Licinio Murena, la seconda si trova presso la Torre di Mezzavia e la terza è detta villa dei Centroni, tutte del periodo imperiale. Oggi la zona fa parte delle borgate di Roma est.

## Monumenti e luoghi d'interesse

### Architetture civili

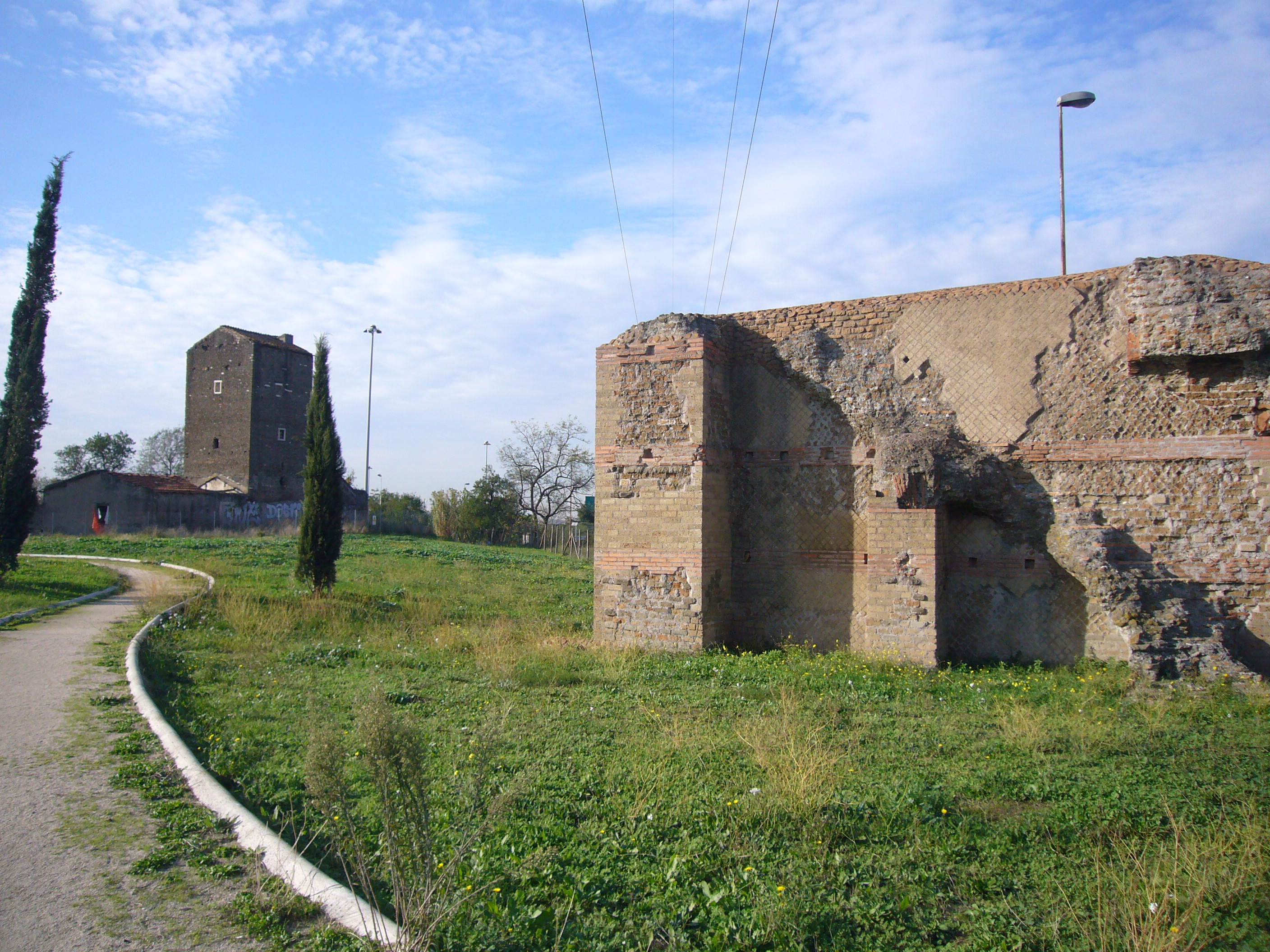
Torre di Mezzavia e cisterna

- Tor di Mezzavia di Frascati, su via Tuscolana. Torre medievale. 41.839117°N 12.593103°E
- Casale di Gregna, su via Anagnina. Casale medievale. 41.825426°N 12.598194°E
- Torre Morena, su via di Torre Morena. Torre del XIV secolo. 41.812563°N 12.612464°E
- Casal Morena, su via Anagnina. Casale del XVII secolo. 41.813965°N 12.619767°E

### Architetture religiose

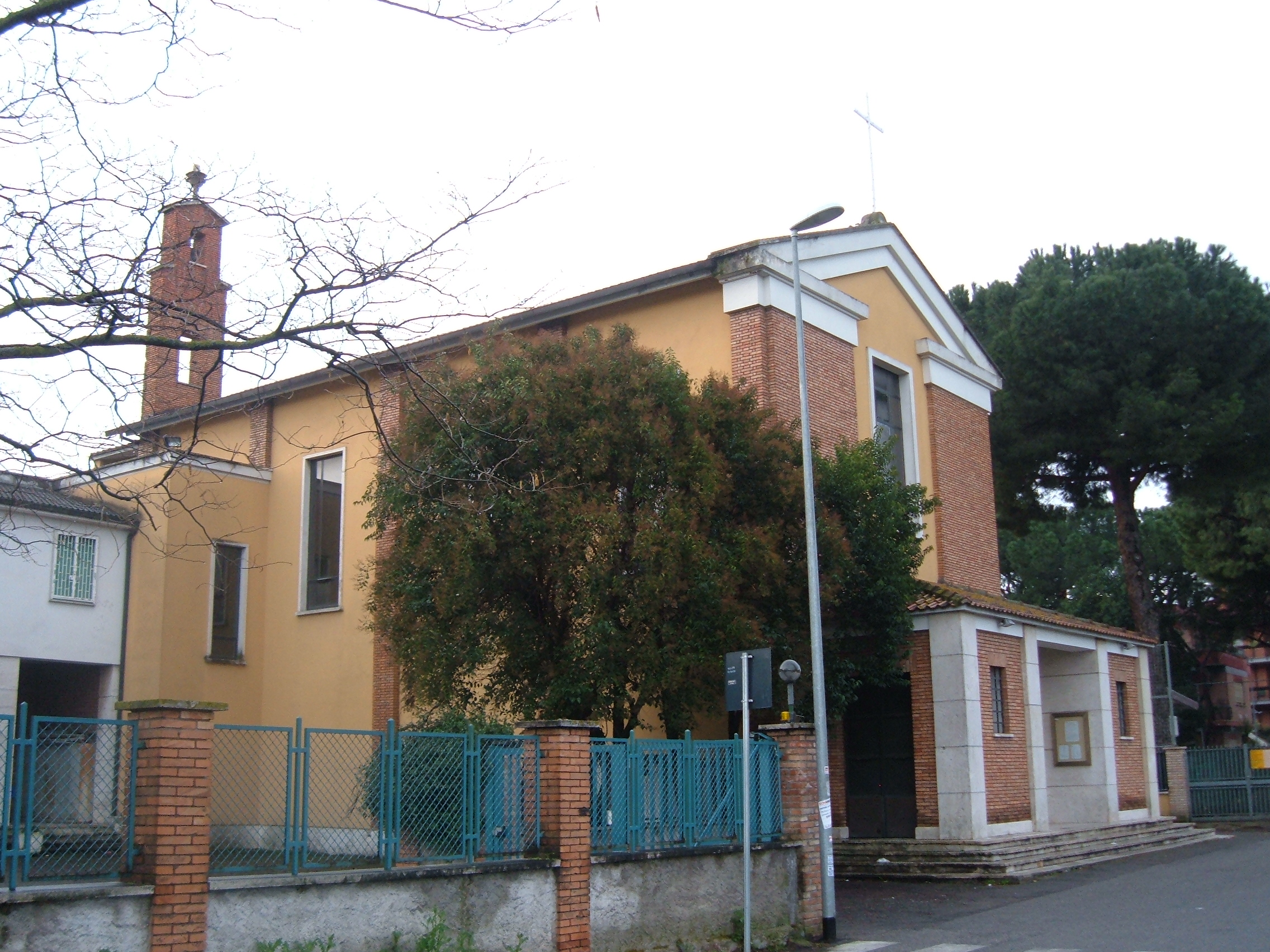
Chiesa di San Ferdinando Re

- Cappella della Natività a Casal Morena, su via Anagnina. Chiesa del XVII secolo. 41.814257°N 12.619292°E
- Chiesa di San Matteo, su via Anagnina.
- Oratorio della Natività, nel casale dei Romalli.

Primitivo luogo di culto della parrocchia di San Matteo.
- Chiesa di San Ferdinando Re, su via Nocara.

Parrocchia eretta il 19 giugno 1958 con il decreto del cardinale vicario Clemente Micara "Qua celeritate".
- Chiesa di San Girolamo Emiliani, su via Bellico Calpurnio.
- Chiesa di Sant'Anna, su via di Torre Morena.

Parrocchia eretta il 14 giugno 1976 con decreto del cardinale vicario Ugo Poletti.
- Chiesa di Sant'Andrea Corsini, su via Alessandro Della Seta.

Parrocchia eretta il 20 ottobre 1989 con decreto del cardinale vicario Ugo Poletti.
- Chiesa di Cristo Re, su via Scido. Chiesa edificata nel 1986, appartiene alla sede suburbicaria di Frascati.

### Siti archeologici
- Area archeologica, su via Anagnina. Resti archeologici dell'età repubblicana.[6] 41.835098°N 12.593942°E

I resti sono inglobati nel complesso commerciale di IKEA.
- Villa di Casal Morena, su via Anagnina (via Latina VIII miglio). Villa del I secolo a.C.[7] 41.813788°N 12.619853°E

Attribuita a Lucio Licinio Murena.
- Villa dei Centroni, su via Anagnina (via Latina IX miglio). Villa del I secolo a.C.[8] 41.809836°N 12.628977°E
- Villa di Casale di Gregna, su via Anagnina (via Latina VII miglio). Villa del II secolo.[9] 41.825295°N 12.598111°E
- Sepolcro del Casale di Gregna, su via Anagnina (via Latina VII miglio). Sepolcro del II secolo. 41.826744°N 12.597795°E

## Geografia antropica

### Urbanistica
Nel territorio di Casal Morena si estendono le zone urbanistiche 10H Gregna e 10L Morena e l'area urbana di Centroni.